# Édouard-Montpetit (métro de Montréal)
Pour les articles homonymes, voir Édouard Montpetit (homonymie).
Édouard-Montpetit est une station sur la ligne bleue du métro de Montréal. La station est située dans le secteur de Côte-des-Neiges de l'arrondissement Côte-des-Neiges–Notre-Dame-de-Grâce, à la frontière avec l'arrondissement d'Outremont.
Fin 2025, elle deviendra une station de correspondance avec le Réseau express métropolitain (REM).

## Historique
Patrice Gauthier fut l'architecte de la station.
À l'origine, la station devait s'appeler Vincent d'Indy, du nom de l'école de musique qui se trouve tout près de la station. En cours de route, le nom a changé pour celui d'Édouard-Montpetit.
La prédominance de la couleur rose à l'intérieur de la station est une idée de l'architecte pour illustrer la douceur de la musique du compositeur Vincent d'Indy. Le nom a changé, mais l'architecte a conservé son idée de base pour la station.
La station fut inaugurée le 4 janvier 1988.

### Futur
Le 26 avril 2016, la Caisse de dépôt et placement du Québec fait l'annonce du Réseau Express Métropolitain (REM), un système de métro léger de 67 km incluant la ligne de train de banlieue Deux-Montagnes qui passe sous la station via le tunnel du Mont-Royal.
Le 25 novembre 2016, la Caisse de dépôt et placement du Québec fait l'annonce de trois nouvelles stations donc Édouard-Montpetit qui sera situé à 70 mètres de profondeur soit l'endroit où est situé le tunnel du Mont-Royal.
Les travaux ont débuté en été 2018, et dès son ouverture, elle deviendra la deuxième station la plus profonde en Amérique du Nord après Washington Park (en) à Portland qui culmine à 79 mètres sous terre.
Ainsi, la Société de transport de Montréal a entrepris des travaux depuis le 10 août 2020 afin de rendre cette station universellement accessible avec l'ajout de deux ascenseurs. Des cloisons sont installées dans la station, au niveau de la passerelle et dans les escaliers menant aux quais. Le passage souterrain vers le CEPSUM a été fermé jusqu'au 20 décembre 2021. L'édicule sud de la station a été fermé afin de permettre des travaux d'excavation et d'agrandissement de l'édicule. Le 30 avril 2023, la STM a fermé la ligne bleue entre Snowdon et Parc entre 5h30 et 19h en raison des travaux d'accessibilité à la station Édouard-Montpetit.
L'ouverture commerciale du REM est annoncée pour fin 2024, puis reportée à l'automne 2025.

## Origine du nom
La station de métro Édouard-Montpetit prend son nom de la rue sur laquelle elle se trouve : le Boulevard Édouard-Montpetit.
Le boulevard, à son tour, prend son nom d'Édouard Montpetit (1881-1954), avocat, économiste et universitaire, dont la vie fut intimement liée à l'Université de Montréal qui s'y trouve.

## Service aux voyageurs

### Accueil
La station Édouard-Montpetit dispose de trois édicules. L'édicule A est situé au 2040, boulevard Édouard-Montpetit, dans l'Aréna du CEPSUM, comporte une seule sortie vers le boulevard Édouard-Montpetit. Un ascenseur est en train d'être installé à cet édicule. L'édicule B est situé au 80, avenue Vincent-d'Indy, qui comporte une sortie vers une petite place qui relie les rues Édouard-Montpetit et Vincent-d'Indy. L'édicule C, situé au 2030, boulevard Édouard-Montpetit, a été fermé pour laisser la place au futur édicule du Réseau Express Métropolitain (REM).

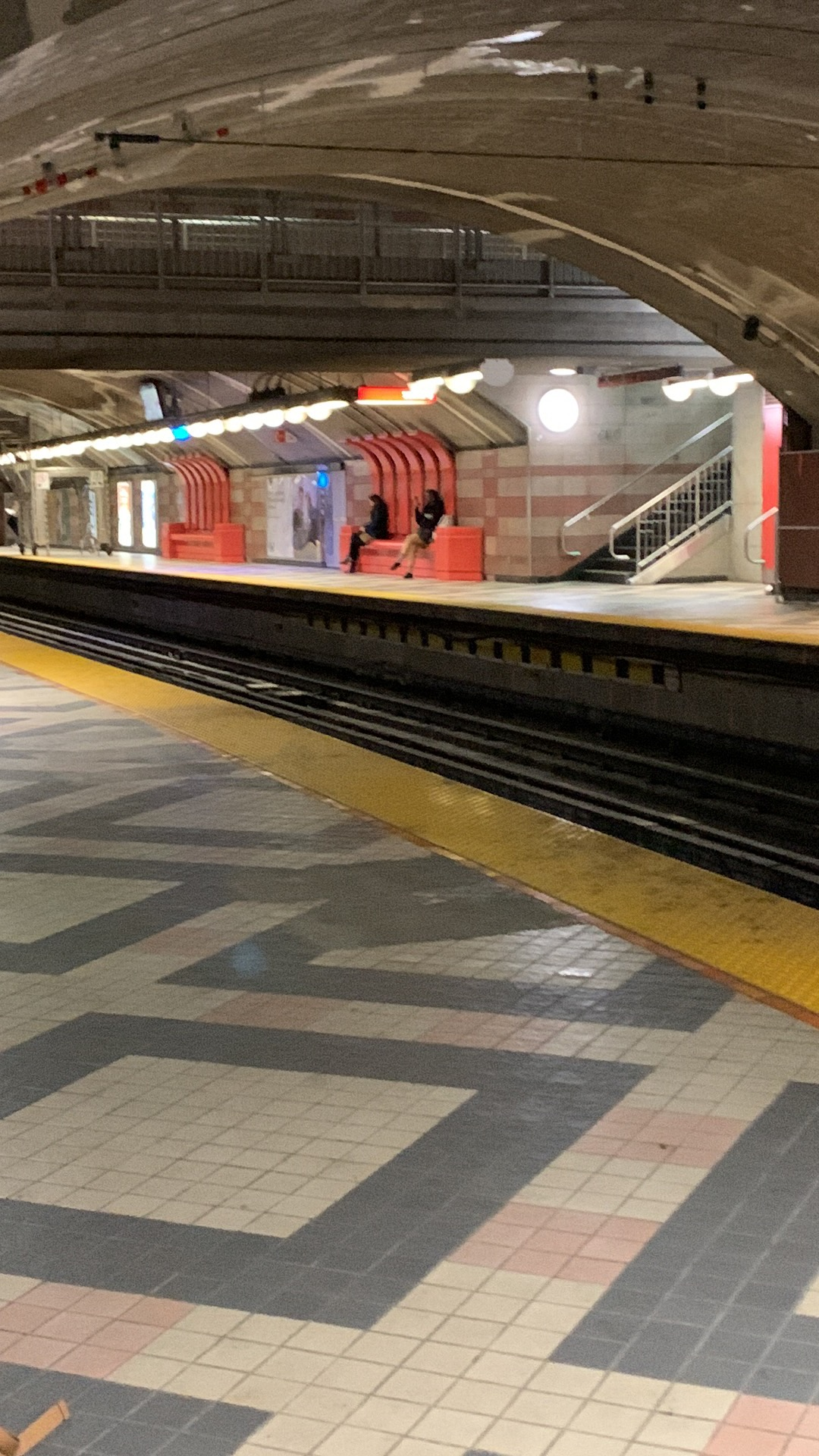
Quais de la station Édouard-Montpetit en novembre 2023.

Édouard-Montpetit est une station à quai latéral. La conception de cette station a été initialement contrainte par un puits de ventilation pour le tunnel du Mont-Royal, ainsi que par un aqueduc souterrain. Compte tenu de ces contraintes, l'architecte a choisi le ton rose pour unir les différents élément de la station. La station étant située à proximité de la Faculté de musique de l'Université de Montréal et de l'École de musique Vincent-d'Indy, elle évoque des sentiments inspirés par la musique.
La nouvelle station du REM est également souterraine, accessible par un édicule en surface, reliée à la station de métro par un passage piéton souterrain. Étant donné la profondeur de cette station, l'accès au REM sera assuré au moyen d'ascenseurs haute capacité et haute vitesse. Son traitement architectural mettra en valeur le roc à travers lequel la station a été creusée.

### Desserte
Édouard-Montpetit est desservie par les rames qui circulent sur la ligne bleue du métro. Les trains circulent toutes les 3 à 5 minutes en semaine aux heures de pointe, et toutes les 5 à 10 minutes aux heures creuses. En fin de semaine, les trains circulent toutes les 8 à 11 minutes.
Le premier train est à 5h34 en direction de Saint-Michel, et à 5h40 en direction de Snowdon tous les jours. Le dernier train est à 0h49 vers Saint-Michel, et 0h55 vers Snowdon, sauf le samedi où le dernier train circule 30 minutes plus tard que d'habitude.

### Lignes de bus et future correspondance
En fin 2025, la station Édouard-Montpetit deviendra une correspondance avec le Réseau express métropolitain.
| Numéros | Noms                  | Service |
| ------- | --------------------- | ------- |
| 51      | Édouard-Montpetit     | De Jour |
| 119     | Rockland              | De Jour |
| 129     | Côte-Sainte-Catherine | De Jour |
| 161     | Van Horne             | De Jour |
| 368     | Avenue-du-Mont-Royal  | De Nuit |
| 370     | Rosemont              | De Nuit |

## Principales intersections à proximité
- boul. Édouard-Montpetit / av. Vincent-d'Indy

## Centres d'intérêt à proximité
- Université de Montréal :
  - CEPSUM
  - Pavillon Marie-Victorin
  - Salle Claude-Champagne
- Pensionnat du Saint-Nom-de-Marie
- Académie Saint-Germain
- École de musique Vincent-d'Indy